# Ruta Provincial 15 (Santa Fe)
La Ruta Provincial 15 la carretera pavimentada se corta en el paraje Cuatro Esquinas. El tramo de tierra hasta Berabevú se denomina 31-S. En Cuatro Esquinas la 15, que gira a la izquierda y busca la 93 también es de tierra. Luego a la salida hacia el oeste de Chañar Ladeado, vuelve a estar pavimentada por lo menos hasta Cafferata. Desde allí hasta San Francisco de Santa Fe es de tierra. De Armstrong a Arteaga son 79 km de jurisdicción provincial, ubicada en el sur de la Provincia de Santa Fe, Argentina.
No tiene áreas de servicio y presenta muchos pozos, baches y roturas varias), el resto de la ruta es de tierra. O sea, un camino rural, con muchos pozos, badenes y demás imperfecciones que sólo es atravesado por vehículos todo terreno, tractores, cosechadoras, etc.

Recién en 2015, la Dirección de Vialidad Provincial inició los trabajos de reparación de la cinta asfáltica

## Localidades
Las ciudades y pueblos por los que pasa esta ruta de este a oeste son los siguientes (los pueblos con menos de 5.000 habitantes figuran en itálica).

### Provincia de Santa Fe
Recorrido: 79 km
- Departamento Belgrano: Armstrong
- Departamento Caseros: Arteaga y Berabevú